# Établissement urbain de Kildinstroï
L'établissement urbain de Kildinstroï (en russe : Городское поселение Кильдинстрой) est une entité municipale de Russie formée en 2005, du raïon de Kola dans l'oblast de Mourmansk. Son siège administratif est la localité de Kildinstroï.

## Géographie
L'établissement urbain se situe dans le raïon de Kola, un des raïons de l'oblast de Mourmansk. Le raïon et l'oblast se trouvent dans le nord européen de la Russie.

## Politique administration
La municipalité est un établissement urbain, qui a été créé en 2005. Elle possède sa propre douma et un chef de l'administration.

## Population
Recensements (*) et estimations de la population,:
| 2010* | 2021* | 2023  | - |
| ----- | ----- | ----- | - |
| 5 270 | 4 340 | 4 316 | - |

## Localités
| Localité         | Statut          | Population 2010 | Population 2021 |
| ---------------- | --------------- | --------------- | --------------- |
| Goloubié Routchi | localité        | 447             |                 |
| Zverosovkhoze    | localité        | 1598            | 1308            |
| Kildinstroï      | commune urbaine | 2063            | 2244            |
| Magnetity        | village-gare    | 124             |                 |
| Chongouï         | localité        | 1038            |                 |